# Gallia Aquitania
Gallia Aquitania was de (Latijnse) naam van een Romeinse provincie in het Romeinse Rijk. De hoofdstad van Gallia Aquitania was Burdigala (het huidige Bordeaux).
Net als de rest van Gallië werd Aquitanië tijdens de Gallische Oorlog veroverd door Gaius Julius Caesar. Caesar schreef in zijn boek Commentarii de bello Gallico dat Gallië verdeeld was in drie delen, waarvan één bewoond werd door de Belgae, één door de Aquitaniërs en één door de eigenlijke Galliërs. De meeste geleerden zijn het er wel over eens dat de Belgae en eigenlijke Galliërs nauw verwante Keltische talen spraken. De Aquitani, die tussen de Garonne en de Pyreneeën woonden, spraken echter een taal die verwant was met die van de voorouders der Basken, en mogelijk met die van de oude Iberiërs.

## Grenzen
Aquitanië werd begrensd door de rivier Liger (Loire) in het noordoosten, de Pyreneeën in het zuiden en de Golf van Biskaje in het westen. Geografisch maakten de voorlopers van de Pyreneeën het land zuidelijk zeer oneffen. In tegenstelling tot de kuststreek die te zanderig was en enkel gierst voortbracht, waren de bodems in het noorden en aan de Garumna zeer vruchtbaar. Agricultuur was mogelijk en het is ook hier dat het land ongemeen rijk aan mineralen is. Reeds in de oudheid won men in de Cevennen ijzer en marmer. De Petrocorii stonden bekend als goede ijzerbewerkers en zowel de Ruteni als Gabales hadden zilvermijnen. De Tarbelli hielden zich dan weer bezig met de ontginning van goud.
Aquitania dankt haar naam aan het Latijnse aqua, wat "water" betekent. Met de naam verwezen de Romeinen naar de talrijke bronnen die in de Pyreneeën ontspringen en hun weg door het landschap zoeken. Het is trouwens door dit ongecompliceerde afwateringssysteem dat het gebied een eenheid vormt. Dit geldt min of meer ook voor het klimaat: de vochtigheid en strenge winters die van jaar tot jaar sterk kunnen verschillen, maken de risico’s voor de landbouw aanzienlijk groter.

## Steden
In Aquitania lagen een aantal belangrijke steden waarvan Burdigala (het huidige Bordeaux), Clermont, Saintes en Poitiers er enkele zijn. Toch is het moeilijk om een van deze de titel van hoofdplaats toe te kennen. Geen enkel document uit de hoge periode kan ons hieromtrent helpen. Burdigala treedt pas vrij laat op de voorgrond. Saintes was eveneens belangrijk en ook zij is kandidaat omwille van haar voorgeschiedenis. Poitiers is eveneens kanshebber, zeker in de 2e eeuw. De vraag blijft echter open. Dat de stad een belangrijke plaats innam blijkt wel uit het feit dat het handwerk in Aquitania zich vooral in de steden ontwikkelde, en zwak daarbuiten. Men vindt er nog verscheidene resten van Romeinse villa’s. Verder lieten de Romeinen karakteristieke bouwwerken achter, waarvan de Aquitaniërs leerden zonder ze echt te imiteren. In de romaanse periode zou de streek zo zijn eigen gezicht krijgen.

## Wegen
Belangrijke Romeinse wegen die door de provincie liepen waren de via XXXIV die het Iberische schiereiland met Burdigala verbond. Deze liep naar Pamplona. Toen Augustus Lugdunum (het huidige Lyon) tot hoofdplaats van Gallië maakte liet Agrippa eveneens diverse routes aanleggen naar deze stad. Eén ervan doorkruiste Aquitanië en ging richting Saintes.

## Inrichting en bevolking
De Aquitaniërs, die geen Keltische maar Iberische stammen waren, spraken in de pre-Romeinse periode een taal die aan het Baskisch verwant was. Men kent het Aquitaans uit namen van goden en mensen die voorkomen in Latijnse inscripties, daterend van ongeveer het begin van onze jaartelling. Verscheidene van deze namen hebben in het Baskisch een betekenis waar men uit kan afleiden dat het Aquitaans een oude vorm van het Baskisch is. De aan de monding van de Garonne levende Bituriges beschouwt men daarentegen wel als Keltisch. De meeste Aquitaniërs woonden volgens Plinius langs de kust. Reeds in de Bronstijd waren er frequente contacten tussen de Aquitaniërs en het noorden van Spanje. Dit zou later in strijd met de Romeinse onderdrukkers alleen maar toenemen. Het verzet tegen Caesar bijvoorbeeld concentreerde zich rond Gergovia (een stad van de Averni waar Vercingetorix geboren was) een ook rond Alesia, waar trouwens de oorlog beëindigd werd in het voordeel van de Romeinen.
De Aquitani werden eerst in 71 v.Chr. door Pompeius onderworpen, vervolgens in 56 v.Chr. door Crassus onder Julius Caesar, dan door Agrippa onder Augustus en ten slotte door Messalla. In 50 v.Chr. werd het gebied veroverd, waarna het deel van het Romeinse rijk werd. Dit was onderdeel van een strategisch plan om de routes naar het Iberisch schiereiland te beschermen. Vanaf dan werd Aquitania omringd door drie andere provincies: Gallia Lugdunensis, Gallia Narbonensis en Hispania Tarraconensis.
Het Aquitanië in engere zin werd door Caesars legaat Crassus onderworpen. Aquitanië in de brede zin zou zich later tot aan de rivier de Loire uitstrekken. Er zouden daarna nog twee opstanden uitbreken die door Agrippa in 38 en door Messalla Corvinus (slag bij Actium) zouden worden neergeslagen.
De inrichting van de vier Gallische provincies, Narbonensis, Aquitania, Lugdunensis en Belgica, zou echter onder keizer Augustus plaatsvinden. In 27 v.Chr. verenigde hij veertien Keltische stammen en voegde deze bij de eigenlijke Aquitani. Dit waren de Averni, Bituriges, Cubi, Cadurci, Gabali, Lemovices, Ruteni, Vellavii, Nitiobriges, Petrocorii, Pictones, Santoni en de Bituriges Vivisci. Vanaf nu vormde de Loire de noordgrens van Aquitanië. Augustus reorganiseerde heel Gallië en maakte van Lugdunum het middelpunt.
Later volgde nog een reorganisatie van het rijk. Deze vond plaats in 293 onder keizer Diocletianus. Aquitania werd verdeeld in een zuidelijke provincie Novempopulana - met als hoofdplaats Eauze - en twee noordelijke provincies : Aquitania prima, waarvan de hoofdplaats Avaricum (Bourges) was, in het noordoosten en Aquitania secunda met als hoofdplaats Burdigala (Bordeaux) in het noordwesten. De volgende stammen behoorden tot het 'eerste Aquitanië': civitates Biturigum, Avernorum, Rutenorum, Albiginsium, Codivicorum, Lemovicum, Gabalum en Vellavorum. De bevolkingsgroepen in Aquitania secunda waren de civitates Burdegalensium, Agennensium, Enconinnensium, Santonum, Pictorum en Petrocoriorum. De provincie Novempopulana ten slotte bezat ook meteen het grootste aantal stammen: de civitates Ausciorum, Aquensium, Lactoratium, Convenorum, Consorannorum, Boratium, Benornensium, Aturensium, Vacatica, Turba, Iluronensium en Elosatium

## Einde van de Romeinse heerschappij
Met het oversteken van de dichtgevroren Rijn door de Alanen, Vandalen en Sueben op de laatste dag van het jaar 406 werd een begin gemaakt van een trek in zuidelijke richting. In 418 sloten de Romeinse gezaghebbers onder het keizerschap van Flavius Honorius een foederati met de Goten,  waardoor die laatsten een deel van Aquitanië toebedeeld kregen. Deze Goten werden in de zesde eeuw bekend als Visigoten. Men probeerde reeds langer de grenzen van het imperium te beschermen door groepen barbaren toestemming te geven zich te vestigen in dunbevolkte gedemilitariseerde zones. In ruil verplichtten zij zich dan deze streken als Romeinse bondgenoten te verdedigen. Voortaan zou Toulouse de zetel van de Visigotische koningen zijn. In 507 werden zij na de slag bij Vouillé verdreven door de Franken onder Clovis.
Achaea · Alexandria et Aegyptus · Africa · Alpes Cottiae · Alpes Maritimae · Alpes Poeninae · Arabia Petraea · Armenia Inferior · Asia · Britannia · Cappadocia · Cilicia · Corsica · Creta · Cyprus · Cyrenaica · Dacia · Dalmatia · Epirus · Galatia · Gallia (Aquitania · Belgica · Lugdunensis · Narbonensis) · Germania (Inferior · Superior) · Hispania (Baetica · Lusitania · Tarraconensis) · Italia · Iudaea · Lycaeonia · Lycia · Macedonia · Mauretania (Caesariensis · Tingitana) · Moesië (Inferior · Superior) · Noricum · Numidia · Pannonia (Inferior · Superior) · Pamphylia · Pisidia · Pontus et Bithynia · Raetia · Sardinia · Sicilia · Syria · Thracia

Tijdelijke bezettingen: Germania (7-9 n.Chr.) · Armenia (114-117 n.Chr.) · Assyria (116-117 n.Chr.) · Mesopotamia (115-117 n.Chr.)